# Hervormde kerk (Hintham)
De Hervormde Kerk was een kerkgebouw in Hintham, in de Noord-Brabantse stad 's-Hertogenbosch.

## Geschiedenis
Tot 1996 behoorde Hintham tot de gemeente Rosmalen. De Rosmalense hervormden hadden aanvankelijk een houten schuurkerk, later een stenen kerkje, in het centrum van Rosmalen. Die kerk bleek echter op een gegeven ogenblik ongeschikt. Een nieuw, meer in het westen gelegen, kerkgebouw werd in 1887 in gebruik genomen. Deze plek lag ook dichter bij de woonplaats van de meeste hervormden. De oude kerk werd verkocht.
Het betrof een bakstenen zaalkerkje met een spits torentje boven de voorgevel. Het kerkje bezat neoromaanse stijlelementen. 
In 1961 werd het kerkgebouw gesloopt. De gemeenteleden gingen over naar de protestantse gemeente te Berlicum.